# حكومة عبد الله غل
حكومة عبد الله غل أو حكومة الجمهورية التركية الـ58 (بالتركية: Türkiye Cumhuriyeti .58 Hükümeti) هي الحكومة التي شكّلها عبد الله غل بُعيد الانتخابات العامة لحزب العدالة والتنمية والذي استطاع الوصول إلى السلطة بمفرده في 3 نوفمبر 2002. بالرغم من زعامة رجب طيب أردوغان للحزب، إلا أنه بسبب الحظر السياسي آنذاك، مُنع من تشكيل الحكومة، وبذلك تولّى غل تشكيل الحكومة الـ58 للجمهورية التركية.

## قائمة الحكومة
| المنصب                         | الاسم              |
| ------------------------------ | ------------------ |
| رئيس الوزراء                   | عبد الله غل        |
| وزير الدولة ونائب رئيس الوزراء | عبد اللطيف شينار   |
| وزير الدولة ونائب رئيس الوزراء | محمد علي شاهين     |
| وزير الدولة ونائب رئيس الوزراء | إرطغل يالجينباير   |
| وزير دولة                      | محمد ايدن          |
| وزير دولة                      | بشير اتالاي        |
| وزير دولة                      | علي باباجان        |
| وزير دولة                      | كورشاد توزمان      |
| وزير العدل                     | جميل جيجك          |
| وزير الدفاع الوطني             | وجدي غونول         |
| وزير الشؤون الداخلية           | عبد القادر اقسو    |
| وزير الشؤون الخارجية           | يشار ياكش          |
| وزير المالية                   | كمال أوناكتان      |
| وزير التربية الوطنية           | إيركان مومجو       |
| وزير الأشغال العامة والإسكان   | زكي إيرجيزين       |
| وزير الصحة                     | رجب اكداغ          |
| وزير الطاقة والموارد الطبيعية  | حلمي غولر          |
| وزير النقل                     | بن علي يلدرم       |
| وزير الزراعة والشؤون الريفية   | سامي غوجلو         |
| وزير العمل والضمان الاجتماعي   | مراد باشيزجي اوغلو |
| وزير الصناعة والتجارة          | علي جوشكون         |
| وزير الثقافة                   | حسين جيليك         |
| وزير السياحة                   | غول دال اكشيت      |
| وزير الغابات                   | أوصمان بيبي        |
| وزير البيئة                    | امدات سوتلو أوغلو  |